# Мова, Василий Семёнович
Василий Семёнович Мова (Лиманский) (укр. Васи́ль Семе́нович Мо́ва (Лиманський), 1 января 1842 — 1 июня 1891, Екатеринодар) — украинский кубанский писатель, поэт, драматург, прозаик, мемуарист, переводчик. Псевдонимы — В. Лиманский, В. Мигуцкий, В. Мигученко и др.

## Биография
Василий родился 1 января (по старому стилю) 1842 года року на хуторе близ Сладкого Лимана в Черномории (ныне Каневский район, Краснодарский край, Россия); украинец.
Образование получил в Екатеринодарской военной гимназии, а затем учился в Харьковском университете. После окончания университета Василь Мова три года работал учителем в Мариинском женском училище в Екатеринодаре. Получил степень кандидата права, работал судебным следователем, мировым судьёй, присяжным поверенным в станице Усть-Лабинской, Ейске и Екатеринодаре.
Умер 1 июня 1891 года в Екатеринодаре (ныне Краснодар).

## Творчество
Василь Мова писал драматические и прозаические произведения, а также поэзию. Впервые его стихи опубликовал в 1861 году журнал «Основа». Печатал произведения большей частью под псевдонимом Василь Лиманський.
Ведущей в творчестве Василя Мовы была казацкая тема, которую он освещал со своей специфической точки зрения. Следуя Пантелеймону Кулишу, поэт видел в казачестве скорее разрушительную, чем государственную силу.
Большая часть произведений мастера — стихи, пьесы, рассказы, исторические очерки, публицистика — увидели свет лишь через много лет после его смерти, а значительная часть была утрачена безвозвратно.